# 小叶观音座莲
小叶觀音座蓮（学名：Angiopteris parvifolia）为觀音座蓮科觀音座蓮屬下的一个种。